# Manuel Guimeráns
Manuel Guimeráns Correa (Vigo, Pontevedra, España, 18 de diciembre de 1918) es un exfutbolista español que se desempeñaba como centrocampista.

## Clubes
| Club                         | País   | Año       |
| ---------------------------- | ------ | --------- |
| R. C. Deportivo de La Coruña | España | 1941-1950 |
| R. C. Celta de Vigo          | España | 1950-1953 |